# Cardepia mixta
Cardepia mixta là một loài bướm đêm trong họ Noctuidae.